# Бормаченко Борис Олександрович
Борис Олександрович Бормаченко (нар. 13 вересня 1935, Червоноармійське, Запорізька область, УРСР) — радянський футболіст, тренер та арбітр, виступав на позиції півзахисника.

## Кар'єра футболіста
Вихованець клубу «Крила Рад» (Запоріжжя). У віці 17 років направлений на будівництво Комбінату зі збагачення уранової руди в Жовтих Водах. Разом з молодими працівниками заснував фабричну футбольну команду, яка в 1953 році стала першим в історії чемпіоном міста. Молодий футболіст отримав запрошення від «Команди міста Жовті Води», яка брала участь у чемпіонаті Дніпропетровської області. У 1955 році призваний на військову службу, де протягом трьох років служив і грав у футбольній команді військової частини. У 1958 році завершив службу й повернувся в Жовті Води, але в «Авангарді» на той час вже була достатня кількість досвідчених гравців. Потім працював на металургійному заводі, а у вільний час грав в аматорських колективах шахт «Капітальна» та «Нова».

## Кар'єра тренера
У віці 28 років прийняв пропозицію попрацювати з юнаками. Тому він розпочав навчання в Івано-Франківському училищі фізичного виховання, а після закінчення тренував дітей у віці 13-16 років у групі підготовки при «Авангарді» (Жовті Води). У 1969 році отримав запрошення приєднатися до тренерського штабу «Авангарду» (Жовті Води), а в серпні 1969 року після відставки Йосипа Ліфшиця очолив жовтоводський клуб. У 1970 році продовжив працювати в команді, допомагаючи тренувати гравців. Після цього до 1977 року тренував спортивний клуб «Ювілейний» (Жовті Води). Протягом наступних 10 років займав посаду директора стадіону «Авангард» у Жовтих Водах. У 1993—1995 роках працював адміністратором у жовтоводському «Сіріусі». На даний час перебуває на пенсії.